# Championnat d'Estonie de football 2000
Navigation
Saison précédente Saison suivante
La saison 2000 du Championnat d'Estonie de football était la 10e édition de la première division estonienne à poule unique, la Meistriliiga. Les huit clubs jouent les uns contre les autres au sein d'une poule unique où chaque adversaire rencontre les autres équipes deux fois à domicile et deux fois à l'extérieur.
C'est le FC Levadia Maardu, champion en titre, qui termine en tête du championnat. C'est le 2e titre de champion d'Estonie de son histoire.

## Les 8 clubs participants
| - FC Flora Tallinn - FC TVMK Tallinn - FC Kuressaare - Promu de D2 - FC Lootus Kohtla-Järve - Promu de D2 | - FC Narva Trans - JK Tulevik Viljandi - FC Levadia Maardu - FC Valga - Promu de D2 |

## Compétition

### Classement
Le barème servant à établir le classement se décompose ainsi :
- Victoire : 3 points
- Match nul : 1 point
- Défaite : 0 point

| Rang | Équipe                   | Pts | J  | G  | N | P  | Bp | Bc | Diff |
| ---- | ------------------------ | --- | -- | -- | - | -- | -- | -- | ---- |
| 1    | FC Levadia Maardu T C    | 74  | 28 | 23 | 5 | 0  | 88 | 20 | +68  |
| 2    | FC Flora Tallinn         | 55  | 28 | 16 | 7 | 5  | 51 | 25 | +26  |
| 3    | FC TVMK Tallinn          | 48  | 28 | 14 | 6 | 8  | 54 | 29 | +25  |
| 4    | JK Tulevik Viljandi      | 45  | 28 | 12 | 9 | 7  | 45 | 34 | +11  |
| 5    | Narva Trans              | 43  | 28 | 12 | 7 | 9  | 64 | 40 | +24  |
| 6    | JK Lootus Kohtla-Järve P | 22  | 28 | 6  | 4 | 18 | 26 | 54 | -28  |
| 7    | FC Kuressaare P          | 19  | 28 | 5  | 4 | 19 | 25 | 68 | -43  |
| 8    | FC Valga P               | 8   | 28 | 2  | 2 | 24 | 11 | 94 | -83  |

|  | Qualifié pour la Ligue des champions 2001-2002   |
|  | Qualifié pour la Coupe UEFA 2001-2002            |
|  | Qualifié pour la Coupe Intertoto 2001            |
|  | Participation au barrage de promotion-relégation |
|  | Relégation en 2e division                        |

### Matchs

#### Barrage de promotion-relégation
Afin de déterminer le 8e club participant à la Meistriliiga la saison prochaine, le 7e de D1 affronte le 2e de D2 dans un barrage avec matchs aller et retour.

C'est le FC Kuressaare qui va jouer sa place parmi l'élite face au JK Tervis Pärnu, pensionnaire de deuxième division.
| Équipe 1             | Résultat | Équipe 2           | Aller | Retour |
| -------------------- | -------- | ------------------ | ----- | ------ |
| JK Tervis Pärnu (D2) |          | FC Kuressaare (D1) | -     | -      |

- Le JK Tervis Pärnu déclare forfait à la suite de l'indisponibilité de plusieurs de ses joueurs, membres de l'équipe d'Estonie des moins de 18 ans. Le FC Kuressaare conserve donc sa place en Meistriliiga.

## Bilan de la saison
| Tableau d'Honneur                 |                   |
| Compétition                       | Vainqueur         |
| Championnat d'Estonie de football | FC Levadia Maardu |
| Coupe d'Estonie de football       | FC Levadia Maardu |

| Qualifications européennes              |                              |
| Ligue des champions de l'UEFA 2001-2002 | Qualifié                     |
| Tour préliminaire                       | FC Maardu                    |
| Coupe UEFA 2001-2002                    | Qualifiés                    |
| Tour préliminaire                       | FC Flora Tallinn Narva Trans |
| Coupe Intertoto 2001                    | Qualifié                     |
| Premier tour                            | FC TVMK Tallinn              |

| Promotion et relégation |           |
| Relégué en Esiliiga     | FC Valga  |
| Promu en Meistriliiga   | FC Maardu |